# Hôn nhân cùng giới ở Áo

Quan hệ đối tác đã đăng ký (tiếng Đức: Eingetragene Partnerschaft) đã hợp pháp tại Áo kể từ ngày 1 tháng 1 năm 2010. Sau quyết định của Tòa án Hiến pháp vào tháng 12 năm 2017, hôn nhân cùng giới sẽ tự động trở thành hợp pháp từ ngày 1 tháng 1 năm 2019, trừ khi Quốc hội Áo sửa đổi luật hôn nhân trước đó.

## Sống chung không đăng ký
Vào ngày 24 tháng 7 năm 2003, Tòa án Nhân quyền Châu Âu đã công bố quyết định của mình tại Karner v. Áo, được đệ trình vào ngày 24 tháng 7 năm 1997. Người nộp đơn, người đã chết năm 2000 trong khi vụ án đang chờ xử lý, đã bị đưa ra tòa năm 1995 bởi chủ nhà người muốn chấm dứt hợp đồng thuê nhà sau khi bạn tình cùng giới của Karner qua đời. Luật pháp Áo quy định rằng các thành viên gia đình có quyền thành công trong việc thuê nhà. Trong khi vụ kiện ban đầu bị các tòa án cấp dưới bác bỏ, Tòa án Hiến pháp Áo đã ra phán quyết có lợi cho chủ nhà, nói rằng khái niệm "bạn đời" (Lebensgefährte) chỉ được áp dụng cho những người khác giới. Tòa án Nhân quyền Châu Âu đã xem xét phán quyết này vi phạm các điều khoản chống phân biệt đối xử của Công ước Châu Âu về Nhân quyền. Kể từ quyết định này, các bạn đời cùng giới sống thử đã được hưởng các quyền tương tự như các đối tác khác giới sống thử chưa kết hôn.